# Георге Решинару
Георге Решинару (рум. Gheorghe Rășinaru, 10 лютого 1915, Себеш — 1994) — румунський футболіст, що грав на позиції півзахисника, зокрема, за клуби «ЧФР Клуж» та «Рапід» (Бухарест), а також національну збірну Румунії.
Шестиразовий володар Кубка Румунії. 

## Клубна кар'єра
У футболі дебютував 1932 року виступами за команду «ЧФР Клуж», в якій провів три сезони. 
Своєю грою за цю команду привернув увагу представників тренерського штабу клубу «Рапід» (Бухарест), до складу якого приєднався 1935 року. Відіграв за бухарестську команду наступні дев'ять сезонів своєї ігрової кар'єри. За цей час шість разів виборював титул володаря Кубка Румунії.
Завершив професійну ігрову кар'єру у клубі «Шоїмі Сібіу», за команду якого виступав протягом 1947—1949 років.

## Виступи за збірну
1937 року дебютував в офіційних матчах у складі національної збірної Румунії. Протягом кар'єри у національній команді провів у її формі 7 матчів.
У складі збірної був учасником чемпіонату світу 1938 року у Франції, де румуни програли (3-3 і 1-2) команді Куби в 1/8 фіналу, а Решинару став одним з небагатьох гравців, хто провів обидва матчі.
Помер 1994 року на 79-му році життя.

## Титули і досягнення
- Володар Кубка Румунії (6):

«Рапід» (Бухарест): 1936-1937, 1937-1938, 1938-1939, 1939-1940, 1940-1941, 1941-1942